# Elektryczny (singel Męskiego Grania)
Elektryczny – oficjalny singel trasy Męskie Granie 2014, który miał prapremierą w radiowej Trójce w czerwcu 2014, a oficjalne wydanie singla przez Kayax odbyło się w sierpniu 2014. Piosence też towarzyszy akcja "Zwrotka Żywca", gdzie słuchacz może sam napisać zwrotkę utworu, a na wideo zaśpiewają ją artyści (m.in. Marek Dyjak, Skubas, Smolik, Katarzyna Nosowska, Krzysztof Zalewski).

## Męskie Granie Orkiestra
- Słowa piosenki: Katarzyna Nosowska
- Muzyka: Andrzej Smolik
- Gitara basowa: Olaf Deriglasoff
- Gitara: Michał Sobolewski
- Perkusja: Piotr 'Emade' Waglewski
- Śpiew: Dawid Podsiadło, Brodka

## Notowania
| Lista                                 | Pozycja |
| ------------------------------------- | ------- |
| Lista Przebojów Programu Trzeciego    | 1       |
| Lista Przebojów Radia Merkury         | 1       |
| Uwuemka                               | 1       |
| Mniej Więcej Lista Radia Zachód       | 1       |
| Przebojowa Lista Radio Via            | 4       |
| Lista przebojów RagaTop Radio Olsztyn | 5       |
| Lista Przebojów Radia PiK             | 20      |

## Teledysk
Obraz w reżyserii Kobasa Laksy został zrealizowany w Studiu Koncertowym Polskiego Radia im. Witolda Lutosławskiego. Zdjęcia wykonali Maciej Sobieraj i Piotr Niemyjski. Za produkcję odpowiada Marta Łachacz z Cor Leonis Production.

## Nagrody i wyróżnienia
- "Singiel Roku 2014" według portalu musicis.pl: 1. miejsce[10]